# Białowieża-erdő
A Białowieża-erdő (lengyelül: Puszcza Białowieska, fonetikusan: [ˈpuʂt͡ʂa ˌbʲawɔˈvʲɛska] kiejtéseⓘ, belaruszul: Белавежская пушча, oroszul: Беловежская пуща) az európai síkvidéket egykor borító hatalmas kiterjedésű lombhullató és vegyes őserdő legnagyobb megmaradt darabja. Lengyelország (Podlasiei vajdaság) és Fehéroroszország (Breszti terület és Hrodnai terület) határvidékén fekszik, Breszttől 70 km-re északra és Białystoktól 62 km-re délkeletre.
Az erdő ad otthont az európai bölény, a kontinens legnagyobb szárazföldi állata 800 példányának, mely a legnagyobb szabadon élő állomány a világon. Az UNESCO Világörökség része, bioszféra-rezervátum és Natura 2000 különleges természetmegőrzési terület.

## Földrajz

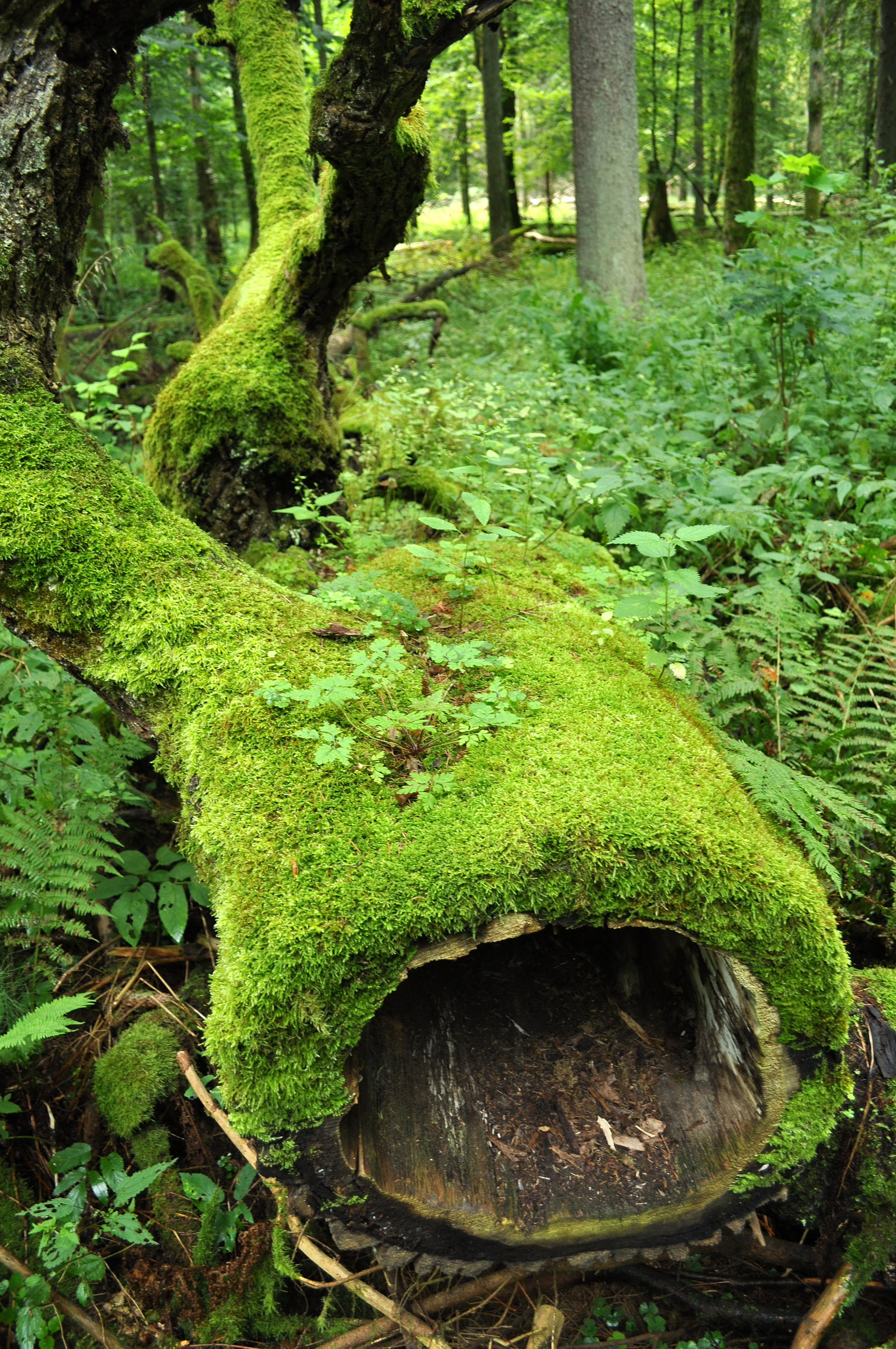
Kidőlt fa a Białowieżai Nemzeti Parkban

Az erdő a Balti-tenger és a Fekete-tenger vízválasztóján terül el. Területe összesen mintegy 150 000 hektár, melyből a nyugati, 62 500 hektáros rész Lengyelország, a keleti, 87 500 hektáros rész pedig Fehéroroszország területén fekszik. Északkeleti részén ered és kelet–nyugati irányban keresztülfolyik rajta a Narew folyó.
A térség Lengyelország legszegényebb régiói közé tartozik; a közelben nincsenek jelentős ipari központok, és az 1990 utáni két évtizedben a lakosság negyede elvándorolt.
Az erdőt egyre jobban fenyegetik a klímaváltozás hatásai. 2009-re 50 év alatt 0,8 °C-kal nőtt az éves átlaghőmérséklet; a nyári csapadékmennyiség csökkent, a telek pedig enyhébbek és rövidebbek lettek. A talajvíz szintje három évtized alatt 50 cm-t csökkent, ami a sekély gyökérzetű lucfenyők állományának csökkenéséhez vezetett.

## Élővilág
A Białowieża-erdő döntően lombhullató és vegyes erdő. Jellemző erdőalkotó fái a tűnyalábos fenyők, a bükk, a tölgy, az éger és a lucfenyő. Az őserdei állapot jellemzője a nagy mennyiségű holtfa jelenléte. Számos növény- és állatfajnak ad otthont, melyek között Nyugat-, illetve Kelet-Európára jellemző fajok egyaránt megtalálhatók.
Mivel a boreális és a mérsékelt éghajlati övek határán fekszik, így növényvilága az északi és déli flóra elemeit is felvonultatja. A szövetes növények több mint 900 fajának előfordulását jegyezték fel, melyek közül 26 fa-, és 138 cserjefaj. Csaknem kétharmaduk őshonos, a fennmaradó rész emberi tevékenység eredményeképpen jelent meg. Ezen kívül a virágtalan növények és gombák több mint 3000 faja, valamint csaknem 200 moha- és 283 zuzmófaj jelzi a biológiai sokszínűséget.

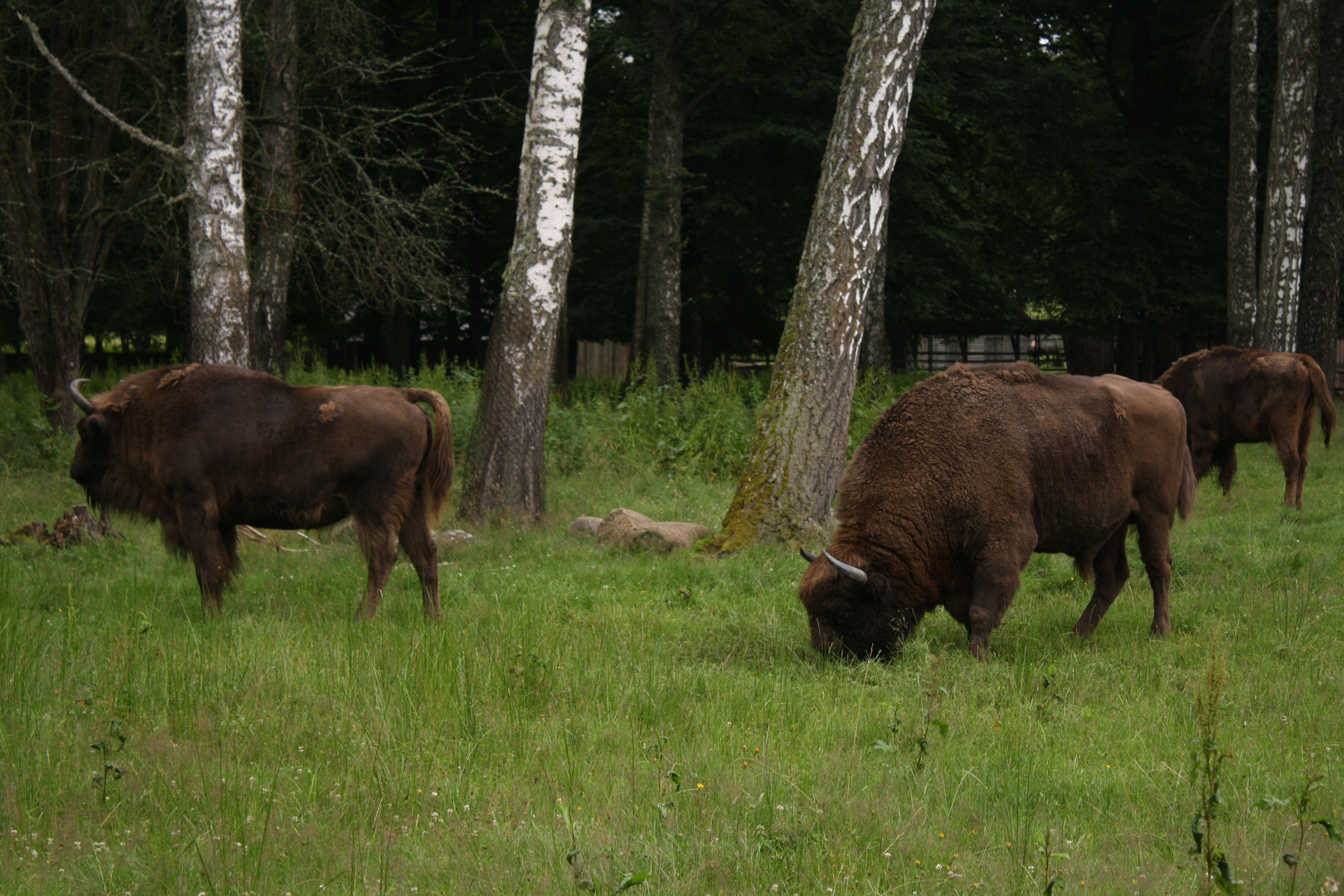
Bölények a Białowieżai Nemzeti Parkban

Faunája is gazdag: az 52 honos emlősfaj között megtalálható az 1929-ben visszatelepített európai bölény, a gímszarvas, az európai őz, a vaddisznó, a hiúz, a szürke farkas, a róka, a nyest, a borz, az európai vidra, a hermelin, az eurázsiai hód és számos denevérfaj. 120 madárfaj költ a területen, köztük a haris, a rétisas, a fehér gólya, a vándorsólyom és az uhu. Mindezek mellett megtalálható a gerinctelenek mintegy 8000 faja is. A Fehéroroszország által épített határkerítés ugyanakkor megakadályozza a bölények határ két oldalán élő populációinak keveredését.

## Történelem

### Uralkodói vadászterület

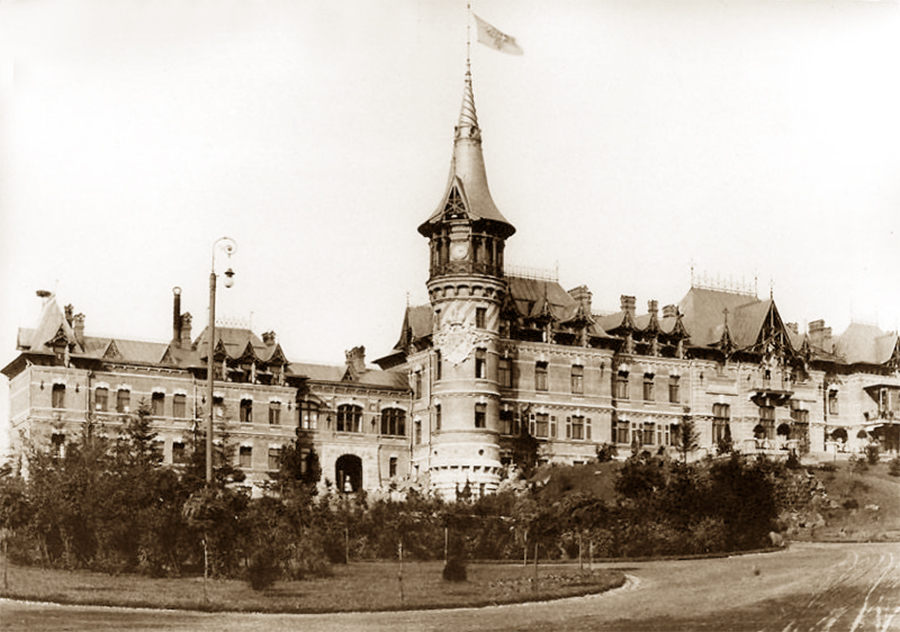
Az egykori cári kastély

A Białowieżai őserdő 8000 éves múltra tekint vissza. 1386-tól a Lengyel Királysághoz tartozott; ebben az időszakban I. Zsigmond, Báthory István erdélyi fejedelem és III. Szász Ágost is szigorú szabályokkal védte az erdő állatállományát a királyi vadászatok érdekében. Lengyelország harmadik felosztása után, a 19. században az orosz cárok vadászterülete volt, ami szintén védettséget jelentett számára, például mentes volt az erdőirtások és a korábbi erdőterületek mezőgazdasági művelésbe vonása alól. 1888 és 1894 között épült fel a cári kastély Białowieżában. Az első illegális fakivágások az első világháború idején történtek, és 1919-ben pusztult ki innen az európai bölény.

### Védetté nyilvánítás
Az erdőt 1921-ben nyilvánították védetté, ezt követően 1929-ben telepítették vissza európai bölényt. 1932-ben itt jött létre Lengyelország első nemzeti parkja. 1939-ben az erdő a Molotov–Ribbentrop-paktum következményeként a Fehérorosz SZSZK része lett, majd a második világháború után kettévágta az országhatár. A területet 1979-ben vették fel az UNESCO Világörökség listájára, 1992-ben pedig kiterjesztették a világörökségi területet a fehéroroszországi oldalra is (ahol 1991-ben jött létre a Belavezsszkaja Puscsa Nemzeti Park), így kiterjedése ma 92 669 hektár. 1993 óta bioszféra-rezervátum.

### 21. századi kihívások
2016 tavaszán Jan Szyszko lengyel környezetvédelmi miniszter bejelentette, hogy engedélyezni fogják a fakitermelés háromszorosára (63 000 m³-ről 188 000 m³-re) emelését az erdőben. A döntést a miniszter és az erdészek betűzőszú-fertőzéssel indokolták, azonban kutatók és környezetvédelmi csoportok szerint a döntés szakmailag értelmetlen, szembemegy a természetvédelmi területeken alkalmazandó gyakorlattal. A lépés összeütközésekhez vezetett az Európai Unióval és környezetvédő csoportokkal, akik szerint ellentétes lehet a környezetvédelmi szabályokkal, illetve helyrehozhatatlan károsodást okozhat az őserdőben, a turisták számának csökkenését is okozva. A Greenpeace 120 000 aláírást gyűjtött össze az erdő védelmében. 2017 júliusában az Európai Bíróság átmeneti határozatában a fakitermelés azonnali felfüggesztésére szólította fel Lengyelországot, mielőtt még „komoly és visszafordíthatlan károkat okoznának” a védett erdőségben. A lengyel kormány azonban válaszában kijelentette, hogy folytatják a fakivágásokat. 2018 áprilisában az Európai Bíróság meghozta végső döntését, mely szerint uniós jogot sért, és illegális volt az intenzív fakitermelés. Mivel a határozat kötelező érvényű, az ügy lezárultával Lengyelország komoly retorziókra számíthat.
2022 januárjában Lengyelország úgy döntött, hogy 186 km hosszú, 5 m magas határkerítéssel vágja ketté az őserdőt, válaszul a Fehéroroszország felől 2021 végén felerősödő, jellemzően közel-keleti eredetű illegális migrációra. Ökológusok és természetvédők szerint ez az erdő élővilágában komoly károkat okozhat.

## Természetvédelem

### Białowieżai Nemzeti Park (Lengyelország)

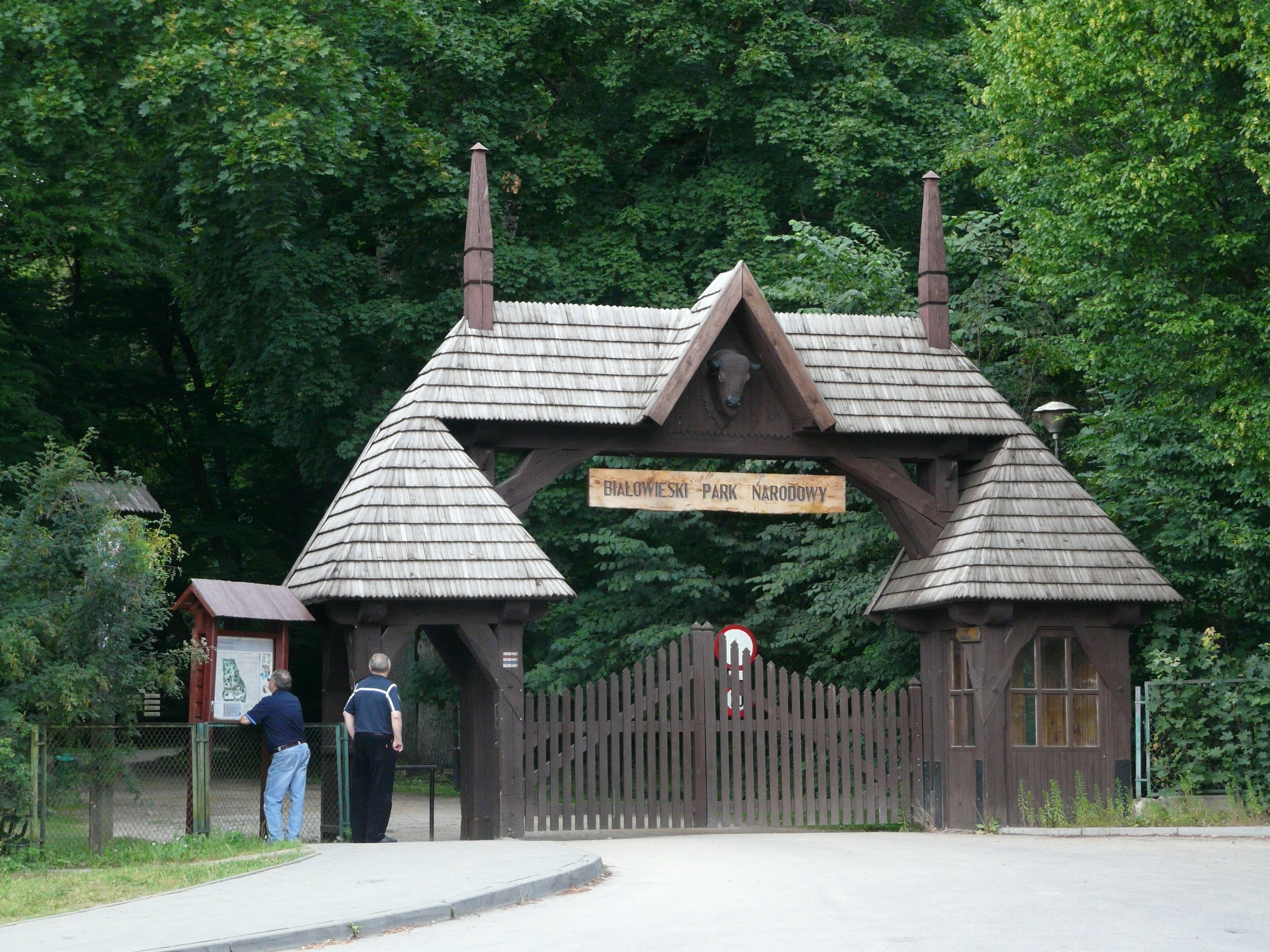
A Białowieżai Nemzeti Park bejárata

A Białowieżai Nemzeti Park (lengyelül: Białowieski Park Narodowy) Lengyelország legrégebbi és Európa egyik legrégebbi nemzeti parkja. 1921-ben nyilvánították védetté, és 1932-ben emelték nemzeti park rangjára Białowieżában. A második világháború után 1947-ben állították helyre, és azóta viseli mai nevét. A nemzeti park területét 1996-ban több mint duplájára növelték, azóta az erdő lengyelországi részének egyhatodát fedi le. A 10 517 hektáros összterületből 5726 ha szigorúan védett, de a parkot körülvevő állami erdőgazdaság 3224 hektáros területét is pufferzónának jelölték ki. 2009-ben a lengyel kormány kezdeményezte a nemzeti park területének kiterjesztését, de a helyiek az infrastrukturális fejlesztések és befektetések ellehetetlenülésétől félve ellenezték a tervet annak ellenére, hogy a kormány 100 millió złoty kompenzációt ajánlott fel a kilenc érintett településnek.
A nemzeti park kultúrtörténeti szempontból érdekes része az 1889–1894 között épült cári kastély melléképületei és a századfordulón kialakított, 50 hektáros angolparkja, melyet Walery Kronenberg tervezett (a kastély maga 1944-ben leégett). A park legrégebbi épülete az 1845-ben fából épült kúria, legrégebbi műemléke pedig a III. Szász Ágost király 1752-es vadászatának emlékére emelt obeliszk.

### Belavezsszkaja Puscsa Nemzeti Park (Fehéroroszország)

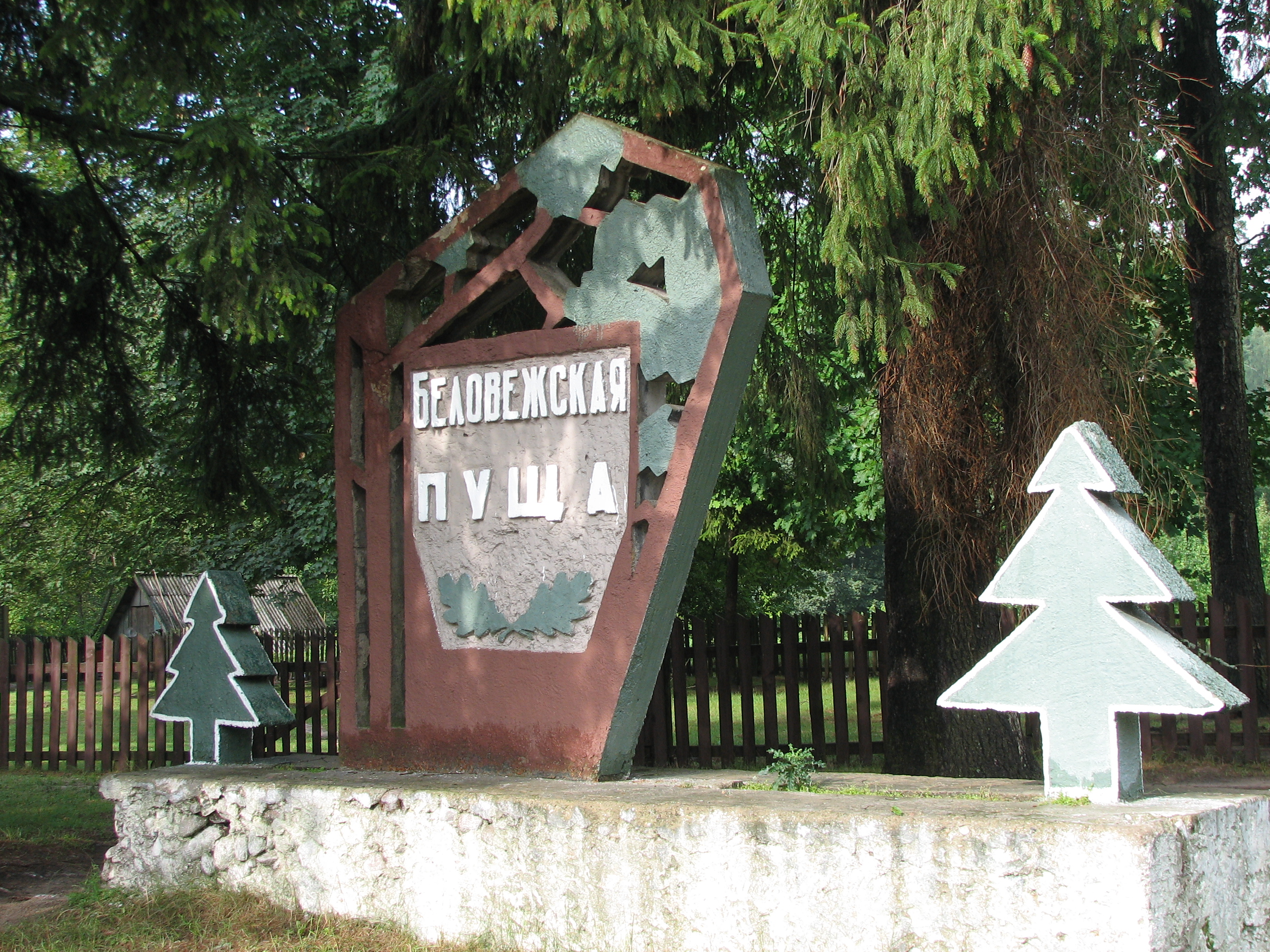
A Belavezsszkaja Puscsa Nemzeti Park bejárata

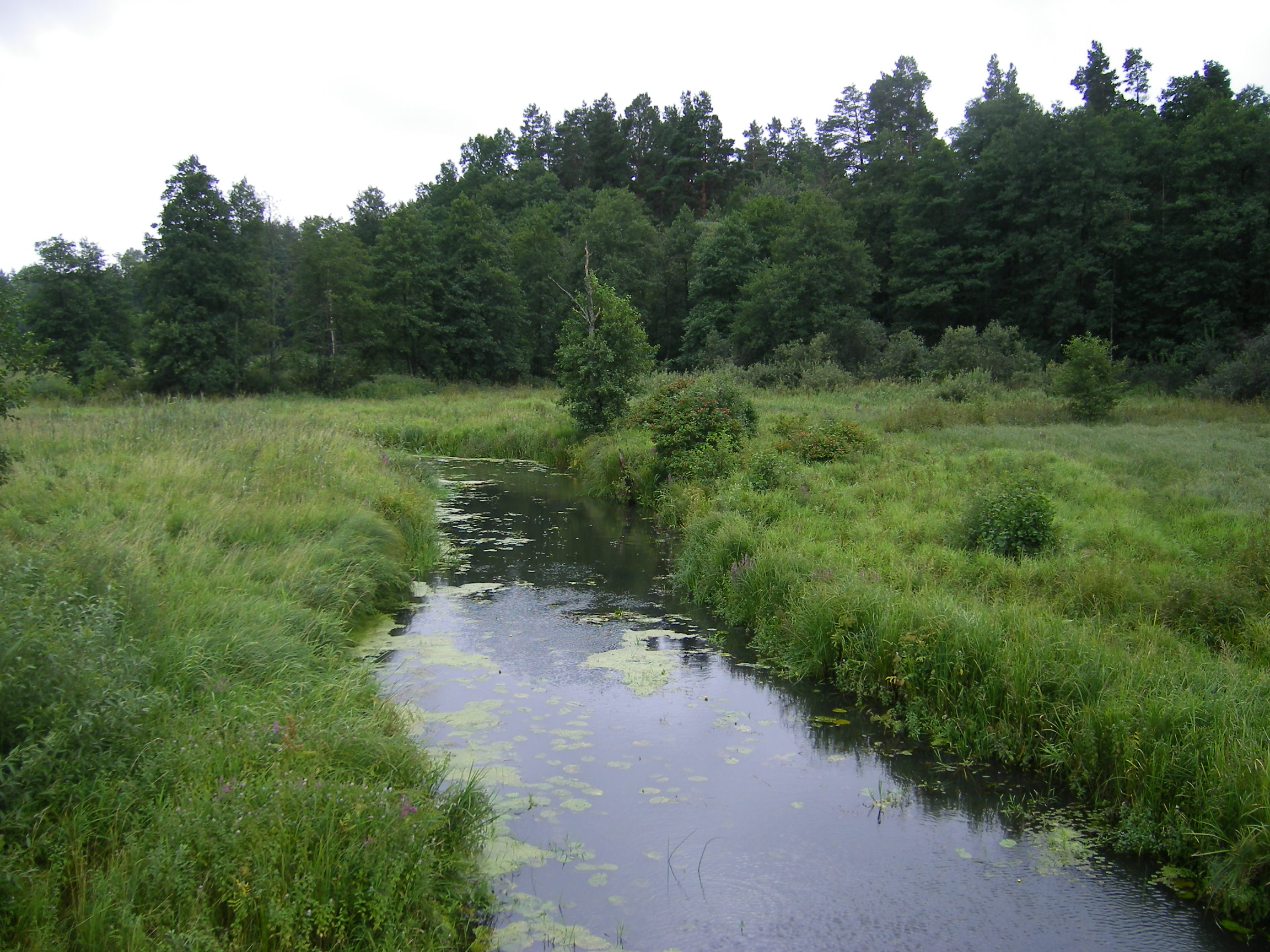
A Narew folyó a Belavezsszkaja Puscsa Nemzeti Park északi részén

A Belavezsszkaja Puscsa Nemzeti Park Fehéroroszország öt nemzeti parkjának egyike. Az erdő 1939 óta (Fehéroroszországhoz kerülése óta) védett terület; 1957-től emellett állami vadászterület is volt. 1991-ben itt jött létre az ország első nemzeti parkja. A területen több mint ezer óriásfát írtak össze, köztük több száz éves famatuzsálemekkel.

## Turizmus
A Białowieżai Nemzeti Parkot évente mintegy 150 000 hazai és külföldi látogató keresi fel. A látogatókat jelzett túraútvonalak, kilátók, pihenőhelyek szolgálják. A szigorúan védett területek kötött útvonalon, legfeljebb 20 fős csoportokban, vezetővel látogathatók, és betekintést adnak a fák teljes életciklusába. A többi terület szabadon látogatható; a jelzett útvonalak gyalogosan, kerékpárral és télen sível is bejárhatók. A nemzeti park területén emellett vadaspark, természeti és erdészeti múzeum is működik, valamint megtekinthető a kastélypark és bölénymegfigyelő helyeket is kialakítottak.
A Belavezsszkaja Puscsa Nemzeti Park csak szervezett túra keretében látogatható. Látogatóinak száma a Szovjetunió összeomlása után évi 200 000-ről 15 000-re esett vissza, de 2003-ra elérte a 62 000-et. Magán az erdőn kívül állatkert, könyvtár és múzeum működik a területén. Két kis szálló is a vendégek rendelkezésére áll, de gyakori, hogy breszti szállásukról tesznek egy kirándulást a nemzeti parkba.
Az országhatáron Fehéroroszország az ezredforduló környékén kerítést épített, de túrázók és kerékpárosok számára működik egy határátkelő.

## Kultúra
Upton Sinclair A mocsár (The Jungle) (1906) című könyvének litván főszereplője a regény szerint „Litvánia azon részén született, melyet Brelovicznak neveznek”. Az erdő a tárgya a Belovezsszkaja puscsa című orosz balladának, melyet Alekszandra Pahmutova szerzett 1975-ben, szövegét Nyikolaj Dobronravov írta, és a Pesznyari folkegyüttes adott elő. Szerepel Alan Weisman The World Without Us (2007) című, környezetvédelmi témájú könyvében, mely az ember nélküli Föld képét mutatja be lakatlan, elhagyott helyeken keresztül.

## Fordítás
- Ez a szócikk részben vagy egészben a Białowieża Forest című angol Wikipédia-szócikk ezen változatának fordításán alapul.  Az eredeti cikk szerkesztőit annak laptörténete sorolja fel. Ez a jelzés csupán a megfogalmazás eredetét és a szerzői jogokat jelzi, nem szolgál a cikkben szereplő információk forrásmegjelöléseként.